# الجدول الزمني لمدينة بورسعيد
فيما يلي الجدول الزمني لتاريخ مدينة بورسعيد في مصر .

## قبل القرن العشرين
- 1859
  - تأسيس مدينة بورسعيد.[1]
  - عدد السكان: 150 نسمة.[2]
- 1861 - وصل عدد السكان إلى: 4000 نسمة.[2]
- 1863 - حفر قناة للمياه العذبة .
- 1869
  - بدأ فنار بورسعيد في العمل.
  - نوفمبر: افتتاح قناة السويس .
- 1870 - تأسيس نقابة عمال رفع الفحم.[3]
- 1870s - وقوع اضطرابات معادية لأوروبا.[4] 1865 -
- 1876 - إدخال إضاءة الغاز إلى شوارع بورسعيد.[5]
- 1881 - بناء مسجد عباس.[6]
- 1883 - وصل عدد السكان إلى : 17000نسمة.[7]
- 1895 - بناء مقر هيئة قناة السويس ببورسعيد.[8]
- 1898 - أول عرض لفيلم سينمائي في المدينة.
- 1899 - كشف النقاب عن تمثال دي ليسيبس.[7]

## القرن ال 20
- 1904 - بدء خط سكة حديد القاهرة-بورسعيد في العمل.
- 1917 - غرق سفينة حربية روسية قبالة سواحل بورسعيد.
- 1920 - تشكيل النادي المصري الرياضي .
- 1926
  - تأسيس مدينة بور فؤاد على الجانب الآخر من قناة السويس.
  - بناء الأبرشية الكاثوليكية لقناة السويس.[9]
- 1947 - وصل عدد السكان إلى: 177.703 نسمة.[10]
- 1955 - افتتاح ملعب بورسعيد (ستاد النادى المصرى) .
- 1956
  - 5 نوفمبر: وصول القوات البريطانية والفرنسية خلال العدوان الثلاثى على مصر .[11]
  - 23 ديسمبر: مغادرة القوات البريطانية والفرنسية.[11]
- 1960 - وصل عدد السكان إلى: 244.000 نسمة.[12]
- 1967 - بعد احتلال القوات الإسرائيلية لشبه جزيرة سيناء بدأ بعض السكان بالفرار من المدينة.[13]
- 1974 - وصل عدد السكان إلى: 342.000 إلى.[14]
- 1976
  - تأسيس فرع جامعة قناة السويس في بورسعيد .
  - اعلان بور سعيد ميناء معفاة من الرسوم الجمركية (منطقة حرة) .
- 1992 - وصل عدد السكان إلى: 460.000 نسمة.[15]
- 1995 - افتتاح متحف النصر للفن الحديث .[16]
- 1999 - افتتاح قاعة بورسعيد .

## القرن ال 21
- 2004
  - بدء العمل في محطة حاويات قناة السويس.
  - افتتاح مكتبة مصر العامة.
- 2005 - افتتاح مدرسة بورسعيد الدولية .
- 2008
  - ديسمبر: انطلاق بطولة العالم للكرة الخماسية 2008 .
  - وصل عدد السكان إلى: 588.38 نسمة.[1]
- 2010
  - تأسيس جامعة بورسعيد .
  - وصل عدد السكان: 603.787 نسمة.
- 2012 - 1 فبراير: أحداث ستاد بورسعيد .[17]
- 2013
  - 26 يناير: بداية اضطرابات اعتراضًا على قرار المحكمة بالحكم على المتسببين في أعمال الشغب في استاد بورسعيد.[1]
  - 27 كانون الثاني (يناير): الاحتجاجات ضد مرسي.[1]
  - 17-19 فبراير: وقوع إضراب العمالي واحتجاجات ضد مرسى.[1][1]

## روابط خارجية
- المكتبة العامة الرقمية الأمريكية . البنود المتعلقة ببورسعيد ، تواريخ مختلفة